# 巴耶 (夏朗德省)
巴耶（法語：Bayers，法語發音：[baje]）是法国夏朗德省的一个旧市镇，属于孔福朗区。2017年1月1日，巴耶与邻近的2个市镇合并为新市镇夏朗德河畔欧纳克。

## 地理
巴耶（45°55'16"N, 0°13'45"E）面积3.59 平方千米，位于法国新阿基坦大区夏朗德省，该省份为法国西部内陆省份，北起德塞夫勒省和维埃纳省，东临上维埃纳省，东南至多尔多涅省，南至多爾多涅省，西接滨海夏朗德省。
与巴耶接壤的市镇（或旧市镇、城区）包括：欧纳克、舍诺梅、舍农、丰特尼耶、洛讷、穆托诺。
巴耶的时区为UTC+01:00、UTC+02:00（夏令时）。

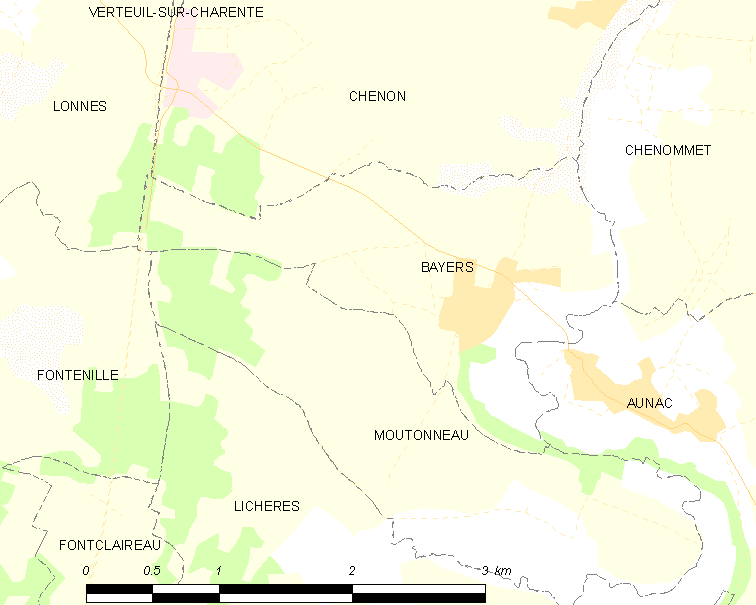
巴耶的OSM定位图

## 行政
巴耶的邮政编码为16460，INSEE市镇编码为16033。

## 政治
巴耶所属的省级选区为布瓦克斯-芒卢瓦县。

## 人口

1962-2008年间巴耶人口变化图示

巴耶于2017年1月1日时的人口数量为117人。